# Mads Korsgaard
Mads Korsgaard, född 2 september 1979 i Köpenhamn, är en dansk skådespelare verksam i Sverige.
Mads Korsgaard är utbildat vid Kungliga Musikhögskolan i Stockholm 2005-2010 och Teaterhögskolan i Stockholm 2008-2010. I Sverige har han medverkat i teater, musikaler och opera på bland annat Dramaten, Boulevardteatern och Teaterstudio Lederman.
I Danmark har Mads Korsgaard medverkat i teater, musikaler och opera på bland annat Det kongelige Teater i Köpenhamn, och glassalen i Tivoli i Köpenhamn.
Teaterrecensenten Lars Ring vid Svenska dagbladet skrev i 2011 "Läkaren Lvov – utmärkt spelad av Mads Korsgaard – förföljer Ivanov" i hans recension av Tjechov Ensemblens produktion av Anton Tjechovs Ivanov i Stockholm.
Mads Korsgaard spelade Prinsessan Erik i barnoperan om könsroller av Kjell Perder och Märit Bergvall 2011-2013, som turnerade i Sverige.
Mads Korsgaard är medlem av Scen och Film och Dansk Skuespillerforbund samt Danmarks Film Akademi.
2024-2025 spelade Mads Korsgaard rollen som den nu fängslade bankdirektör och penningtvättare Gilbert Armenta, som bildade par med den försvunna Ruha Ignatova, i den internationella TV-serien producerat av tyska ZDF - Take the Money and Run om kryptovalutaskandalen Onecoin.

## Filmografi i urval
- Take the Money and Run TV-serie (2025)
- Halva Malmö består av killar som dumpat mig TV-serie (2025)
- Tunna blå linjen TV-serie (2024)
- Syke TV-serie (2024)
- Sanningen TV-serie (2024)
- Sugarbabe TV-serie (2023)
- MABINOOZ TV-serie (2023)
- The Viking - Downfall of a Drug Lord TV-serie (2022)
- Alfa TV-serie (2020)
- Playa del Sol TV-serie (2019)
- Tinkas juleeventyr TV-serie (2017)
- Det borde finnas regler långfilm (2015)
- Vi är bäst långfilm (2013)